# Sedia di re Edoardo
La sedia di re Edoardo, conosciuta storicamente come sedia di sant'Edoardo o sedia dell'incoronazione (in inglese St Edward's Chair, King Edward's Chair, Coronation Chair), è un antico trono ligneo utilizzato per le cerimonie di incoronazione dei re d'Inghilterra. Venne commissionata, nel 1296, da re Edoardo I per incorporare la pietra dell'incoronazione di Scozia – nota come Pietra di Scone – che era stata sottratta agli scozzesi che la conservavano nell'Abbazia di Scone. Il seggio venne intitolato a Edoardo il Confessore e si trova nel suo santuario, l'Abbazia di Westminster.

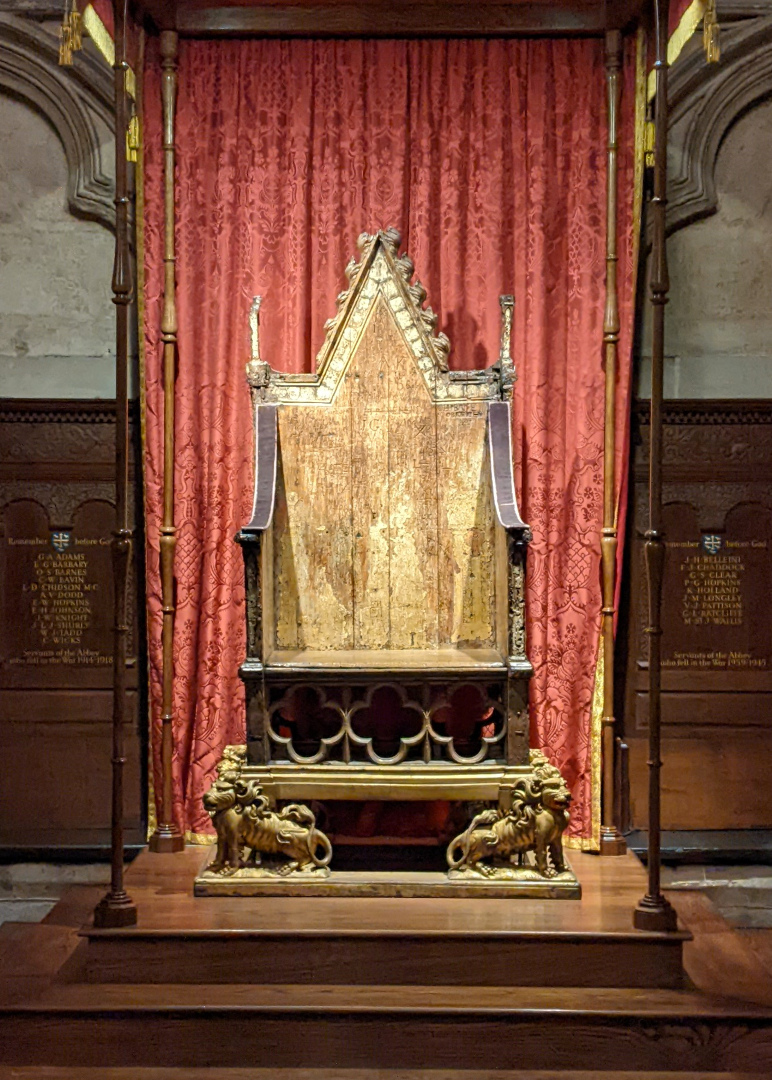
Il trono nel 2022, senza la Pietra di Scone ritornata in Scozia nel 1996.

## Storia
Il trono in legno di quercia - in arte gotica - venne scolpito tra l'estate del 1297 e il marzo 1300 dall'ebanista Walter di Durham. In un primo momento, il re ordinò che il trono dovesse essere realizzato in bronzo, ma successivamente cambiò idea e decise che doveva essere realizzato in legno. Il trono è il più antico pezzo datato di mobili inglesi realizzati da parte di un artista conosciuto. A partire dal XIV secolo tutti i monarchi inglesi e britannici sono stati incoronati su questo trono, ad eccezione della regina Maria II, che fu incoronata assisa su una copia del trono. I re sedevano direttamente sulla Pietra di Scone fino a quando, nel XVII secolo, non venne ricoperta da una tavola di quercia.
Dei leoni dorati vennero aggiunti nel XVI secolo come piedi del trono, ma vennero poi sostituiti nel 1727. A uno dei quattro leoni è stata inserita una nuova testa in occasione dell'incoronazione di Giorgio IV nel 1821. Il trono era originariamente dorato, dipinto e intarsiato con mosaici in vetro colorato, le cui tracce possono ancora essere osservate a seguito di un attento esame, in particolare sulla parte posteriore dove tracce di fogliame, uccelli e animali sono riuscite a sopravvivere. Un'immagine perduta di un re, forse Edoardo il Confessore o Edoardo I, con i piedi appoggiati su un leone, è stata in passato dipinta sul retro dello schienale. Oggi il suo aspetto è di legno invecchiato e fragile.
Nel XVIII secolo i turisti potevano sedersi sul trono pagando una piccola cifra. I primi turisti e i ragazzi del coro dell'abbazia incisero le loro iniziali ed altri graffiti sul trono e i montanti d'angolo sono stati seriamente danneggiati da cacciatori di souvenir. Sir Gilbert Scott, architetto neo gotico e antiquario, descrisse il trono come "un magnifico pezzo di arredamento, ma purtroppo mutilato".
Alle 17:40 dell'11 giugno 1914 il trono fu oggetto di un attacco esplosivo organizzato dalle suffragette. Un angolo del trono fu distrutto dall'esplosione. Anche se fu abbastanza forte da scuotere le mura dell'abbazia e abbastanza forte da essere sentita da dentro il Palazzo di Westminster, nessuna delle 70 persone presenti al momento in abbazia rimase ferita, e il trono dell'incoronazione venne fedelmente restaurato.
Negli otto secoli della sua esistenza il trono è stato rimosso dall'abbazia di Westminster soltanto due volte. La prima volta fu alla cerimonia in Westminster Hall, quando Oliver Cromwell venne nominato Lord Protettore del Commonwealth of England, e la seconda durante la seconda guerra mondiale, quando venne trasferito presso la Cattedrale di Gloucester per tutta la durata della guerra. Nel giorno di Natale del 1950 dei nazionalisti scozzesi fecero irruzione nell'abbazia e sottrassero la Pietra di Scone. Essa venne poi recuperata in tempo per la cerimonia di incoronazione della regina Elisabetta II nel 1953. Dal 1996 è conservata nel Castello di Edimburgo in Scozia a condizione che torni in Inghilterra in occasione delle incoronazioni dei sovrani del Regno Unito, come è avvenuto in occasione dell'incoronazione di re Carlo III e della regina Camilla nel 2023.
La sedia di re Edoardo è ben protetta e lascia la sua sede sicura – su un plinto del deambulatorio vicino alla tomba di Enrico V – solo quando deve essere trasferita nel luogo in cui avverrà l'incoronazione, ovvero l'altare maggiore dell'abbazia. Tra il 2010 e il 2012 è stata ripulita e restaurata da un gruppo di esperti davanti al pubblico dei visitatori.

## Altri troni usati per le incoronazioni
Si noti che altri troni sono utilizzati durante la cerimonia di incoronazione. Troni appartenenti ai beni immobili del sovrano e della consorte sono collocati sul lato sud del coro, e vengono utilizzati durante la prima parte della liturgia, prima dell'unzione e dell'incoronazione del sovrano con la corona di sant'Edoardo. Quindi, per la parte del servizio religioso chiamato dell'incoronazione - e per l'omaggio che ne segue - il monarca non è assiso sul trono dell'incoronazione, ma in un trono separato su una piattaforma nel mezzo del transetto. Nelle occasioni in cui la moglie di un re - una regina consorte - viene incoronata, un trono simile è previsto per lei in modo che possa essere seduta accanto al re, ma a un livello inferiore. L'unica regina consorte ad aver indossato ed essere stata incoronata con la corona di Sant' Edoardo è stata Anna Bolena
A differenza della sedia di re Edoardo, questi altri troni tendono ad essere realizzati nuovi per ogni incoronazione. In seguito, sono stati spesso messi nella Sala del Trono di vari palazzi reali. La sedia dell'incoronazione usata per l'incoronazione della regina Elisabetta II, nel 1953, si trova nella Sala del Trono di Buckingham Palace, assieme a quella di Giorgio VI e della regina Elisabetta. Il trono del 1953 si trova nella Sala del Trono della Giarrettiera del Castello di Windsor; i troni di re Edoardo VII e della regina Alexandra si trovano nella sala da ballo di Buckingham Palace. Quelli di Giorgio V e della regina Mary si trovano nella sala del trono di Palazzo di Holyrood a Edimburgo.